# Anthurium alcatrazense
Anthurium alcatrazense Nadruz & Cath., 2008 è una pianta della famiglia delle Aracee, endemica del Brasile.